# Незаменимые пищевые вещества
Незамени́мые пищевы́е вещества́ (эссенциа́льные пищевы́е вещества́) — вещества, необходимые для нормальной жизнедеятельности человека или животного, но не синтезируемые его организмом или синтезируемые в недостаточном количестве. Получить незаменимые вещества (например, ниацин) человек или животное может только с пищей.

## Необходимые для человека вещества и факторы, которые обычно не считают пищевыми
- Кислород,
- Вода,
- Солнечный свет (для синтеза витамина D)[4][5].

## Перечень незаменимых пищевых веществ
Незаменимые пищевые вещества различны для разных видов живых организмов. Например, большинство видов млекопитающих способно синтезировать в организме аскорбиновую кислоту, полностью покрывая потребности метаболизма в ней без внешних дополнительных источников. Следовательно, она не считается незаменимой для этих животных. Но она является незаменимым элементом в пище людей, которые нуждаются во внешних источниках аскорбиновой кислоты (в контексте питания известной как витамин C).
Потребности организма человека колеблются широко. Так, человек массой 70 кг содержит 1,0 кг кальция, но только 3 мг кобальта. Многие незаменимые пищевые вещества при приёме в чрезмерных количествах токсичны, что приводит к возникновению патологического состояния (например, гипервитаминоза). Другие же можно потреблять без видимого вреда в количествах, намного больших, чем в типичном суточном рационе. Дважды Нобелевский лауреат Лайнус Полинг о витамине B3 (известном также как ниацин и ниацинамид) как-то сказал: «Меня ошеломила его очень низкая токсичность при том, что он оказывает такое значительное физиологическое влияние. Ежедневный приём крошечной малости, 5 мг, достаточен для того, чтобы сохранить жизнь умирающему от пеллагры, но у него нет токсичности в количествах в десятки тысяч раз больших, которые [иногда] можно принять без вреда».
К незаменимым пищевым веществам для человека относят следующие четыре категории:

### Незаменимые жирные кислоты
- α-линоленовая кислота (омега-3 жирная кислота с кратчайшей цепочкой),
- линолевая кислота (омега-6 жирная кислота с кратчайшей цепочкой).

### Незаменимые аминокислотыдля взрослых людей
- изолейцин,
- лизин,
- лейцин,
- метионин,
- фенилаланин,
- треонин,
- триптофан,
- валин,
- гистидин.

### Незаменимые аминокислотыдля детей, не для взрослых
- аргинин.

### Витамины
- холин (витамин B4),
- фолат (фолиевая кислота, витамин B9, витамин M),
- ниацин (витамин B3, витамин PP),
- пантотеновая кислота (витамин B5),
- рибофлавин (витамин B2, витамин G),
- тиамин (витамин B1),
- витамин A (ретинол),
- витамин B6 (пиридоксин, пиридоксамин или пиридоксаль),
- витамин B12 (кобаламин),
- витамин C (аскорбиновая кислота),
- витамин D (эргокальциферол или холекальциферол),
- витамин E (токоферол),
- витамин K (нафтохиноны).

### Незаменимые минеральные соли
Минеральные соли в составе пищи — это химические элементы, которые должны содержаться в пище живых организмов помимо четырёх основных химических элементов: углерода, водорода, азота и кислорода, присутствующих в обычных органических молекулах. Термин «минеральные соли» подчёркивает именно ионное состояние этих элементов, а не нахождение их в форме химических соединений или природных ископаемых минералов. (нет в источнике)
Важность получения «минеральных солей» с пищей вызвана тем фактом, что эти элементы входят в состав ферментов и других необходимых организму веществ — участников биохимических реакций. Следовательно, для сохранения оптимального здоровья требуются соответствующие уровни потребления определённых химических элементов.
По мнению специалистов по питанию, эти требования удовлетворяются просто обычным сбалансированным суточным рационом. Иногда рекомендуется потребление минеральных солей в составе определённых продуктов, богатых требуемыми элементами, в других случаях минеральные соли поступают в организм в виде добавок к пище — наиболее часто это йод в йодированной соли.
Точное количество незаменимых солей неизвестно. Некоторые авторы утверждают, что для поддержания биохимических процессов человека требуется шестнадцать элементов, играющих структурные и функциональные роли в организме. Иногда делают различие между этой категорией и более общим понятием микроэлементов в составе пищи. Большинство незаменимых минеральных солей имеет относительно низкий атомный вес. Следующие химические элементы играют доказанные важные роли в биологических процессах:
| H  |    |    |    |    |    |    |    |    |    |    |    |    |    |    |    |    |    | He |
| Li | Be |    |    |    |    |    |    |    |    |    |    |    | B  | C  | N  | O  | F  | Ne |
| Na | Mg |    |    |    |    |    |    |    |    |    |    |    | Al | Si | P  | S  | Cl | Ar |
| K  | Ca | Sc |    | Ti | V  | Cr | Mn | Fe | Co | Ni | Cu | Zn | Ga | Ge | As | Se | Br | Kr |
| Rb | Sr | Y  |    | Zr | Nb | Mo | Tc | Ru | Rh | Pd | Ag | Cd | In | Sn | Sb | Te | I  | Xe |
| Cs | Ba | La | *  | Hf | Ta | W  | Re | Os | Ir | Pt | Au | Hg | Tl | Pb | Bi | Po | At | Rn |
| Fr | Ra | Ac | ** | Rf | Db | Sg | Bh | Hs | Mt | Ds | Rg |    |    |    |    |    |    |    |
| -- | -- | -- | -- | -- | -- | -- | -- | -- | -- | -- | -- | -- | -- | -- | -- | -- | -- | -- |
|    |    |    |    |    |    |    |    |    |    |    |    |    |    |    |    |    |    |    |
|    |    |    | *  | Ce | Pr | Nd | Pm | Sm | Eu | Gd | Tb | Dy | Ho | Er | Tm | Yb | Lu |    |
|    |    |    | ** | Th | Pa | U  | Np | Pu | Am | Cm | Bk | Cf | Es | Fm | Md | No | Lr |    |

| Четыре основных биогенных элемента | Количественно определяемые элементы | Незаменимые элементы в микроконцентрации | Присутствующие элементы с неидентифицированной биологической функцией у человека |

| Элемент       | РСД-рекомендуемая суточная доза/АП-адекватный приём | Количественное содержание | Категория | Недостаточность           | Избыточность                                |
| ------------- | --------------------------------------------------- | ------------------------- | --- | ------------------------- | ------------------------------------------- |
| Калий (K)     | 4700 мг                                             | Количественное содержание | является системным электролитом, незаменим при регулировании АТФ с натрием. Источники в рационе включают бобовые, картофель, томаты и бананы. | гипокалиемия              | гиперкалиемия                               |
| Хлориды (Cl−) | 2300 мг                                             | Количественное содержание | требуются для выработки соляной кислоты в желудке и при функционировании клеточного насоса. Столовая соль — основной источник в рационе. | гипохлоремия              | гиперхлоремия                               |
| Натрий (Na)   | 1500 мг                                             | Количественное содержание | является системным электролитом, незаменим при регулировании АТФ с калием. Источники рациона столовая соль (натрия хлорид, основной источник), морские водоросли, молоко, шпинат. | гипонатриемия             | гипернатриемия                              |
| Кальций (Ca)  | 1000 мг                                             | Количественное содержание | требуется для мышц, здоровья сердца и пищеварительной системы, необходимый элемент костей, поддерживает синтез и функцию клеток крови. Источники кальция в рационе включают молочные продукты, консервированную рыбу с костями (лосось, сардины), зелёные листовые овощи, орехи и семена. | гипокальцемия             | гиперкальцемия                              |
| Фосфор (P)    | 700 мг                                              | Количественное содержание | компонент костей (апатит), выработки энергии и многих других функций. В биологическом контексте обычно в виде фосфата. | гипофосфатемия            | гиперфосфатемия                             |
| Магний (Mg)   | 420 мг                                              | Количественное содержание | требуется для реакций с АТФ и для костей. Источники в рационе включают орехи, соевые бобы и какао. | недостаточность магния    | гипермагнеземия                             |
| Цинк (Zn)     | 11 мг                                               | Следы                     | требуется для нескольких ферментов, таких как карбоксипептидаза, алкогольная дегидрогеназа печени, углеродная ангидраза. | недостаточность цинка     | отравление цинком                           |
| Железо (Fe)   | 8 мг                                                | Следы                     | требуется для многих белков и ферментов, особенно гемоглобина. Источники в рационе включают красное мясо, зелёные листовые овощи, рыбу (тунец, лосось), сухофрукты, бобы, виноград, цельные и обогащённые зёрна.                                                                          | анемия                    | нарушение обмена железа                     |
| Марганец (Mn) | 2,3 мг                                              | Следы                     | является кофактором при функционировании ферментов. | недостаточность марганца  | отравление марганцем                        |
| Медь (Cu)     | 900 мкг                                             | Следы                     | требуемый компонент многих окислительно-восстановительных реакций, включая цитохром C оксидазу. | недостаточность меди      | отравление медью                            |
| Йод (I)       | 150 мкг                                             | Следы                     | требуется для биосинтеза тироксина. | недостаточность йода      | отравление йодом                            |
| Селен (Se)    | 55 мкг                                              | Следы                     | кофактор, существенный для активности антиоксидантных ферментов, таких как глутатионпероксидаза. | недостаточность селена    | селеноз                                     |
| Молибден (Mo) | 45 мкг                                              | Следы                     | оксидазы: ксантиноксидаза, альдегидоксидаза и сульфитоксидаза | недостаточность молибдена | избыток молибдена (передозировка молибдена) |

## Другие химические элементы с предполагаемой или известной ролью в здоровье человека
В разное время в отношении многих элементов предполагали роль в сохранении здоровья человека, заявлялось также и об их необходимости. Ни для одного из этих элементов не идентифицирован специфический белок или комплекс, и обычно такие притязания не подтверждались. Явным и точным доказательством биологического эффекта служит характеристика биомолекулы, содержащей этот микроэлемент, с идентифицируемой и проверяемой метаболической функцией. Для элементов, присутствующих в следовых количествах, выделение и изучение таких молекул сопряжено с огромными трудностями в связи с их низкой концентрацией. С другой стороны, недостаточность этих микроэлементов трудно воспроизвести, так как они постоянно присутствуют в окружающей среде и организме, что вызывает сложности с доказательством биологического эффекта их отсутствия.
- Сера (S) выступает во многих ролях[22]. Требуются относительно высокие количества её, но рекомендуемой суточной потребности нет,[23] поскольку сера входит в состав аминокислот и, следовательно, её количество будет адекватным в любом рационе, содержащем достаточное количество белка.
- Кобальт (Co) (как часть витамина B12). Для синтеза витамина B12 требуется кобальт, но по причине того, что в человеческом организме этот витамин не синтезируется (его производят бактерии), обычно рассматривается недостаточность витамина B12, а не собственно недостаточность кобальта.
- Хром (Cr)[24]. Иногда хром описывается как необходимый элемент[25][26]. Он подозревается в участии в углеводном обмене человека, что привело к возникновению рынка биологически активной добавки пиколинат хрома, но решающего биохимического доказательства его физиологической функции не представлено[27].
- Фтор описан как условно необходимый, его классификация зависит от важности, придаваемой предупреждению кариеса и остеопороза[28].[29]
- Есть исследования, подтверждающие необходимость никеля (Ni),[30] но до настоящего времени не выработано рекомендуемой суточной потребности[24].
- Значение мышьяка (As), бора (B), брома, кадмия, кремния (Si)[24], вольфрама и ванадия установлено, по крайней мере, по специализированным биохимическим ролям структурных или функциональных кофакторов у других организмов. Похоже, что эти микроэлементы не являются необходимыми для человека.

## Примечание
1. ↑  Пища // Большая советская энциклопедия : [в 30 т.] / гл. ред.  А. М. Прохоров. — 3-е изд. — М. : Советская энциклопедия, 1969—1978.
2. 1 2  Hausman, P, 1987, The Right Dose. Rodale Press, Emaus, Pennsylvania. ISBN 0-87857-678-9
3. 1 2 3  Pauling, L. (1986). How to Live Longer and Feel Better. New York NY 10019: Avon Books Inc.. ISBN 0-380-70289-4.
4. ↑  Человек. Большая советская энциклопедия
5. ↑  Pauling, L. (1986). How to Live Longer and Feel Better. New York NY 10019: Avon Books Inc. ISBN 0-380-70289-4.
6. ↑  Скальный А., Рудаков И. Биоэлементы в медицине.2004,Изд. МИР, ОНИКС
7. ↑  Pauling, L. (1986). How to Live Longer and Feel Better. New York NY 10019: Avon Books Inc.. ISBN 0-380-70289-4. Page 24.
8. ↑  Биогенные элементы. Большая советская энциклопедия
9. ↑  Элементы химические. Большая советская энциклопедия
10. 1 2  Lippard, Stephen J.; Jeremy M. Berg (1994). Principles of Bioinorganic Chemistry. Mill Valley, CA: University Science Books. pp. 411. ISBN 0-935702-72-5.
11. ↑  R. Bruce Martin «Metal Ion Toxicity» in Encyclopedia of Inorganic Chemistry, Robert H. Crabtree (Ed), John Wiley & Sons, 2006. DOI: 10.1002/0470862106.ia136
12. ↑  Nelson, David L.; Michael M. Cox (2000-02-15). Lehninger Principles of Biochemistry, Third Edition (3 Har/Com ed.). W. H. Freeman. pp. 1200. ISBN 1-57259-931-6.
13. ↑  Hausman P, 1987, The Right Dose. р. 470. Rodale Press, Emaus, Pennsylvania. ISBN 0-87857-678-9
14. ↑  Corbridge, D. E. C. (1995-02-01). Phosphorus: An Outline of Its Chemistry, Biochemistry, and Technology (5th ed.). Amsterdam: Elsevier Science Pub Co. pp. 1220. ISBN 0-444-89307-5.
15. ↑  Linus Pauling Institute at Oregon State University".  Архивная копия от 8 февраля 2009 на Wayback Machine. Retrieved 2008-11-29.
16. ↑  Hausman P, 1987, The Right Dose. р. 395. Rodale Press, Emaus, Pennsylvania. ISBN 0-87857-678-9
17. ↑  Hausman, P, 1987, The Right Dose. р.469. Rodale Press, Emaus, Pennsylvania. ISBN 0-87857-678-9
18. ↑  Hausman, P, 1987, The Right Dose. р.467. Rodale Press, Emaus, Pennsylvania. ISBN 0-87857-678-9
19. ↑  Hausman P, 1987, The Right Dose. р.432. Rodale Press, Emaus, Pennsylvania. ISBN 0-87857-678-9
20. ↑  Sardesai VM (December 1993). «Molybdenum: an essential trace element». Nutr Clin Pract 8 (6): 277-81. doi:10.1177/0115426593008006277. PMID 8302261.
21. ↑  Микроэлементы. Большая советская энциклопедия
22. ↑  Nelson, D. L.; Cox, M. M. «Lehninger, Principles of Biochemistry» 3rd Ed. Worth Publishing: New York, 2000. ISBN 1-57259-153-6.
23. ↑  NSC 101 Chapter 8 Content". http://www.nutrition.arizona.edu/nsc101/chap08/ch08.htm Архивная копия от 30 сентября 2009 на Wayback Machine. Retrieved 2008-12-02.
24. 1 2 3  Mertz, W. 1974. The newer essential trace elements, chromium, tin, vanadium, nickel and silicon. Proc. Nutr. Soc. 33 p. 307.
25. ↑  Linus Pauling Institute Micronutrient Information Center (Oregon State University), Chromium Архивная копия от 17 апреля 2015 на Wayback Machine Retrieved 2008-11-29.
26. ↑  Eastmond DA, Macgregor JT, Slesinski RS (2008). «Trivalent chromium: assessing the genotoxic risk of an essential trace element and widely used human and animal nutritional supplement Архивная копия от 1 июня 2016 на Wayback Machine». Crit. Rev. Toxicol. 38 (3): 173-90. doi:10.1080/10408440701845401. PMID 18324515.
27. ↑  Stearns DM (2000). «Is chromium a trace essential metal?». Biofactors 11 (3): 149-62. doi:10.1002/biof.5520110301. PMID 10875302.
28. ↑  Cerklewski FL (May 1998). «Fluoride--essential or just beneficial». Nutrition 14 (5): 475-6. PMID 9614319. http://linkinghub.elsevier.com/retrieve/pii/S0899900798000239 Архивная копия от 18 июня 2018 на Wayback Machine.
29. ↑  Linus Pauling Institute at Oregon State University". http://lpi.oregonstate.edu/infocenter/minerals/fluoride/ Архивная копия от 17 августа 2009 на Wayback Machine. Retrieved 2008-11-29.
30. ↑  Anke M, Groppel B, Kronemann H, Grün M (1984). «Nickel--an essential element». IARC Sci. Publ. (53): 339-65. PMID 6398286.